# Мейделін Зіма
Ме́йделін Ро́уз Зі́ма (англ. Madeline Rose Zima; нар. 16 вересня 1985, Нью-Гейвен, Коннектикут, США) — американська акторка, зірка телесеріалів «Блудлива Каліфорнія» та «Няня».

## Раннє життя
У Мейделін є дві молодші сестри — Ванесса та Івонн, обидві також є акторками. Її прізвище означає «зима» польською мовою (також чеською, словацькою, хорватською, українською, російською, сербською, болгарською та іншими) і походить від її діда по батьківській лінії, який був родом з Польщі.

## Кар'єра
Зіма почала свою кар'єру у віці 24 місяців, коли вона була обрана як малюк, що з'явиться в телевізійній рекламі пом'якшувач тканини Дауні. Вона грала роль Грейс Шеффілд на телевізійному шоу The Nanny протягом шести років. Зіма стала відома за її роботу в таких фільмах, як Рука, що качає колиску, Історія Попелюшки.
У 2007 році Зима зіграла Мію Льюїс, 16-річну дівчину з пришвидшеною статевою зрілістю в серіалі «Блудлива Каліфорнія». Зіма повертається до другого сезону Каліфренії в 2008 році 17-річною Мією. У просуванні книжки Мії Зіма знялася в декількох вебепізодах Californication, які є на YouTube.
Вона знімалася в ролі Джил в 2009 році у фільмі «Колектор».

## Фільмографія

### Кінофільми
| Рік  |   | Українська назва        | Оригінальна назва              | Роль            |
| ---- | - | ----------------------- | ------------------------------ | --------------- |
| 1992 | ф | Рука, що гойдає колиску | The Hand That Rocks the Cradle | Емма Бартель    |
| 1993 | ф | Містер Няня             | Mr. Nanny                      | Кейт Мейсон     |
| 1997 | ф | Допоки з тобою          | 'Til There Was You             | Ґвен Мосс       |
| 1998 | ф | Другий шанс             | Second Chances                 | Мелінда Джуд    |
| 2004 | ф | Історія Попелюшки       | A Cinderella Story             | Бріанна         |
| 2009 | ф | Колекціонер             | The Collector                  | Джилл Чейз      |
| 2011 | ф | Сімейне дерево          | The Family Tree                | Міці Стейнбахер |
| 2019 | ф | Сенсація                | Bombshell                      | Іді             |
| 2021 | ф | Блаженство              | Bliss                          | Доріс           |
| 2024 | ф | Непокірна Еліс          | Subservience                   | Меггі           |

### Телебачення
| Рік       |    | Українська назва            | Оригінальна назва      | Роль                                                           |
| --------- | -- | --------------------------- | ---------------------- | -------------------------------------------------------------- |
| 1993      | с  | Закон і порядок             | Law & Order            | Саманта Сільвер (Епізод: "Extended Family")                    |
| 1993—1999 | с  | Няня                        | The Nanny              | Грейсі Шеффілд (145 епізодів)                                  |
| 1996      | с  | Військово-юридична служба   | JAG                    | Кеті Ґолд (Епізод: "Sightings")                                |
| 1997      | с  | Дотик янгола                | Touched by an Angel    | Александра (Епізод: "Children of the Night")                   |
| 1999      | тф | Смертельні обітниці         | Lethal Vows            | Даніель Фарріс                                                 |
| 2001      | с  | Кімната жахів               | The Nightmare Room     | Алексіс Холл (2 епізоди)                                       |
| 2001      | мс | Король гори                 | King of the Hill       | Сьюзан Клеммонс (2 епізоди)                                    |
| 2001      | с  | Дівчата Гілмор              | Gilmore Girls          | Ліза (Епізод: "Like Mother, Like Daughter")                    |
| 2003      | с  | Сьоме небо                  | 7th Heaven             | Еліс Міллер (Епізод: "Go Ask Alice")                           |
| 2003      | тф | Люсі                        | Lucy                   | юна Люсіль Болл                                                |
| 2004      | с  | Сильні ліки                 | Strong Medicine        | Пем (Епізод: "Like Cures Like")                                |
| 2006      | с  |                             | 3 lbs                  | Кессі Мак (Епізод: "Lost for Words")                           |
| 2007      | с  | Та, що говорить з привидами | Ghost Whisperer        | Медді Штром (Епізод: "Mean Ghost")                             |
| 2007      | с  | Анатомія Грей               | Grey's Anatomy         | Марісса (Епізод: "Forever Young")                              |
| 2007—2011 | с  | Секс і Каліфорнія           | Californication        | Мія Льюїс (28 епізодів)                                        |
| 2009—2010 | с  | Герої                       | Heroes                 | Гретхен Берґ (11 епізодів)                                     |
| 2010      | с  |                             | My Boys                | Ешлі (Епізод: "Be a Man!")                                     |
| 2010      | тф | Моя любовна пісня           | My Own Love Song       | Біллі                                                          |
| 2011      | с  | Дорогий доктор              | Royal Pains            | Тобі Томпсон (Епізод: "Me First")                              |
| 2012      | с  | Щоденники вампіра           | The Vampire Diaries    | Шарлотта (Епізод: "We'll Always Have Bourbon Street")          |
| 2013—2014 | с  | Бета-версії                 | Betas                  | Джордан Алексіс (6 епізодів)                                   |
| 2015      | с  | Грімм                       | Grimm                  | Емілі Троєр (Епізод: "Maiden Quest")                           |
| 2015      | с  | Агент Ікс                   | Agent X                | Бренда Пелтон / Моллі (Епізод: "Truth, Lies and Consequences") |
| 2017      | с  | Твін Пікс: Повернення       | Twin Peaks: The Return | Трейсі Барберато (Епізоди: "Part 1" та "Part 2")               |
| 2019      | с  | Ти                          | You                    | Рейчел (Епізод: "Farewell, My Bunny")                          |
| 2020      | с  | Хороші дівчата              | Good Girls             | Ліла (Епізоди: "Nana" та "Incentive")                          |
| 2020      | с  | Перрі Мейсон                | Perry Mason            | Велма Фуллер (Епізод: "Chapter One")                           |
| 2021      | с  | Морська поліція: Гаваї      | NCIS: Hawaii           | Еббі Нельсон (Епізод: "Gaijin")                                |
| 2021      | с  | Хитрощі                     | Hacks                  | Кет (Епізод: "Falling")                                        |
| 2022—2023 | с  | Фатальний патруль           | Doom Patrol            | Кейсі Брінк / Space Case (5 епізодів)                          |
| 2024      | с  | Високий потенціал           | High Potential         | Міа Ешфорд (Епізод: "Survival Mode")                           |